# Limnoria orbellum
Limnoria orbellum là một loài chân đều trong họ Limnoriidae. Loài này được Cookson miêu tả khoa học năm 1991.